# Anneckia
Anneckia is een geslacht van vliesvleugeligen uit de familie Mymaridae. De wetenschappelijke naam van dit geslacht is voor het eerst geldig gepubliceerd in 1970 door Subba Rao.

## Soorten
Het geslacht Anneckia is monotypisch en omvat slechts de volgende soort:
- Anneckia oophaga Subba Rao, 1970